# Brixia longispinosa
Brixia longispinosa är en insektsart som beskrevs av Van Stalle 1984. Brixia longispinosa ingår i släktet Brixia och familjen kilstritar. Inga underarter finns listade i Catalogue of Life.